# Línea 11 (Comodoro Rivadavia)
La línea 11 o Línea Astra es una línea de colectivos suburbana de Comodoro Rivadavia, bajo concesión de la empresa Transportes Diadema que une el Bo. Centro con el B° Astra y viceversa. 

## Cuadro Tarifario
| Boleto                      | Tarifa    |
| --------------------------- | --------- |
| Primera sección (Urbano)    | $22       |
| Segunda sección (Suburbano) | No aplica |
| Tercera sección (Diadema)   | $29       |
| Cuarta sección (Rada Tilly) | No aplica |
| Estudiante                  | $14.50    |
| Jubilado                    | $14.50    |
| Discapacitado               | $0.00     |
| Policía del Chubut          | $0.00     |

En el caso de los boletos de estudiante y jubilado reciben un subsidio de la municipalidad de Comodoro Rivadavia que les cubre un 50% del valor del boleto en 2 pasajes díarios, mientras que el restante 50% lo proporciona el gobierno de Chubut a través del TEG Chubut.

## Recorrido

### 11: Centro - Astra
También llamado Astra
| 11         | Primer servicio A: Astra | Primer servicio A: Centro | Último servicio A: Astra | Último servicio A: Centro |
| Laborables | 05:15                    | 06:15                     | 22:15                    | 23:15                     |
| Sábados    | 07:05                    | 08:05                     | 21:55                    | 22:55                     |
| Festivos   | 09:05                    | 10:05                     | 19:55                    | 20:55                     |

Ida
| BUS2 | KBHFa |

|  | BHF |

|  | BHF |

|  | BHF |

|  | BHF |

|  | BHF |

|  | BHF |

|  | BHF |

|  | BHF |

|  | BHF |

|  | BHF |

|  | BHF |

|  | BHF |

|  | BHF |

|  | BHF |

|  | BHF |

|  | BHF |

|  | BHF |

|  | BHF |

|  | BHF |

|  | BHF |

|  | BHF |

|  | BHF |

|  | BHF |

|  | BHF |

|  | BHF |

|  | BHF |

|  | BHF |

|  | BHF |

|  | BHF |

|  | BHF |

|  | BHF |

|  | BHF |

|  | BHF |

|  | BHF |

|  | BHF |

|  | BHF |

|  | BHF |

|  | BHF |

|  | BHF |

|  | KBHFe |

Regreso:
| BUS | KBHFa |

|  | BHF |

|  | BHF |

|  | BHF |

|  | BHF |

|  | BHF |

|  | BHF |

|  | BHF |

|  | BHF |

|  | BHF |

|  | BHF |

|  | BHF |

|  | BHF |

|  | BHF |

|  | BHF |

|  | BHF |

|  | BHF |

|  | BHF |

|  | BHF |

|  | KBHFe |

## Galería

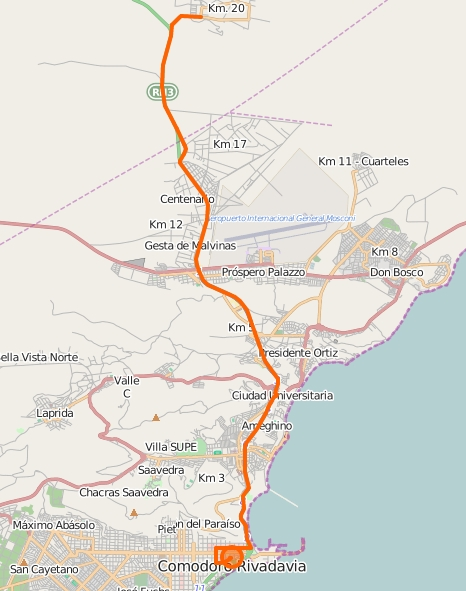
Recorrido de ida.
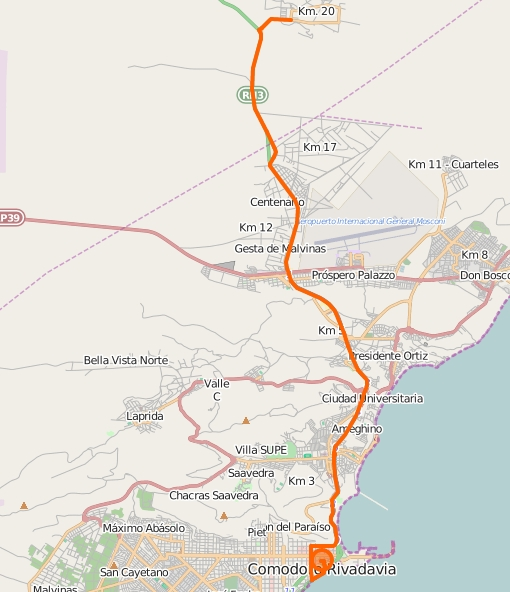
Recorrido de vuelta.